# Myanmar Now
Myanmar Now je zpravodajská agentura sídlící v Myanmaru v největším městě Rangúnu. Články jsou publikovány v barmštině a angličtině.

## Historie
Agentura byla založena v srpnu 2015 nadací Thomas Reuters Foundation na podporu nezávislé žurnalistiky před volbami v roce 2015. Jejím prvním ředitelem byla novinářka Thin Lei Winová, která psala články pro agenturu Reuters a předtím působila jako novinářka ve Spojeném království, v Singapuru či ve Vietnamu. Od počátků bylo novinářům, kteří psali články na tento web, vyhrožováno vojenskými i právními orgány.
Dne 8. března 2021 do budovy agentury vtrhla vojenská junta a zakázala činnost serveru Myanmar Now.